# Dvorac Esterhazy u Dardi
Dvorac Esterházy nalazi se u općini Darda, kraj Osijeka.

## Povijest
Prvi posjednici vlastelinstva Darda bili su Janos i Friedrich Veterani, koji su imanje stekli u doba kralja Karla VI. Kraljica Marija Terezija daruje Dardu obitelji Esterházy 1749. godine, te oni ostaju vlasnici čitavo stoljeće.
Nije poznato točno vrijeme izgradnje dvorca, ali se pretpostavlja da je podignut na prijelazu 18. u 19. stoljeće za vrijeme Franje Esterházyja. U literaturi spominje Ivan Kazimir Esterházy kao mogući graditelj dvorca 1813. godine.

## Arhitektura
Dvorac je jednokatna građevina površine od 1.700 četvornih metara. Izgrađen je u klasicističkom stilu. Ima trokrilan U-tlocrt, gdje se prostorije vežu na uzdužni hodnik uz dvorišno pročelje. Na glavnom je ulazu središnji rizalit s altanom i trokutnim zabatom. Bočna krila dvorca jednostavnih su linija, a u dvorišnom dijelu nastavljaju se u prizemnim gospodarskim zgradama. U kompleks dvorca i perivoja ulazi se kroz secesijska vrata - rad nepoznatog majstora.

## Današnje stanje
Dvorac u Dardi zaštićen je kao nepokretna kulturna baština druge vrijednosne kategorije, i u lošem je stanju. Za vrijeme Domovinskog rata devastiran je i opljačkan te čeka obnovu. Uz adaptaciju dvorca, bila je planirana i aktivnija briga o zaštićenom perivoju, ali još nije ostvareno ništa od toga. Dvorac je u novije vrijeme koristilo poduzeće Belje kao sjedište Agroindustrijskog razvoja. U svibnju 2009. poduzeće Belje (koncern Agrokor) darovao je dvorac općini Darda s ciljem da ga se učini dostupnijim javnosti.

## Zaštita
Pod oznakom Z-1629 zavedeno je kao nepokretno kulturno dobro - pojedinačno, pravna statusa zaštićena kulturnog dobra, klasificirano kao "stambena građevina".